# ウーフ (レーベル)
ウーフ（Woof、Woof Records）は、1980年にイングランドのミュージシャンであるティム・ホジキンソンとビル・ジローニスによってロンドンで設立されたイギリスのインディーズ・レコード・レーベル。

## 背景
ティム・ホジキンソンとビル・ジローニスは、1979年にテープコラージュを伴う実験を開始し、18分間に及ぶ歌曲のコレクションである『I Do – I Do – I Don't – I Don't』をレコーディングした。その後、ホジキンソンとジローニスは、1980年に7インチEPとしてこのタイトルをリリースするためウーフ・レコードをつくった。彼らは、少なくともどちらか1人が各レコードで演奏または、エンジニアリング、プロデュースしなければならないという制約を設けて、このレーベルでタイトルをリリースし続けた。1980年から1994年の間に、15タイトルがこのレーベルからリリースされた。

## リリース
- WOOF 001 - ビル・ジローニス、ティム・ホジキンソン : I Do – I Do – I Don't – I Don't (1980年) ※7インチEP
- WOOF 002 - ザ・ワーク : "I Hate America" (1981年) ※7インチ・シングル
- WOOF 003 - ザ・ワーク : 『スロウ・クライムズ』 -Slow Crimes (1982年) ※LP
- WOOF 005 - ザ・ワーク : The Worst of Everywhere (1982年) ※カセット・アルバム
- WOOF 006 - The Lowest Note on the Organ : The Lowest Note on the Organ (1983年) ※7インチ・マキシ
- WOOF 007 - カトリーヌ・ジョニオー、ティム・ホジキンソン : Fluvial (1983年) ※LP
- WOOF 008 - The Lowest Note on the Organ : "Piggy Bank" (1984年) ※7インチ
- WOOF 009 - Het : Let's Het (1984年) ※LP
- WOOF 010 - ティム・ホジキンソン : Splutter (1985年) ※LP
- WOOF 011 - The Momes : Spiralling (1989年) ※LP
- WOOF 012 - ザ・ワーク : 『ラバー・ケイジ』 - Rubber Cage (1989年) ※LP
- WOOF 013 - フレッド・フリス、ティム・ホジキンソン : Live Improvisations (1992年) ※CD
- WOOF 014 - ヴァレンティナ・ポノマレヴァ、ケン・ハイダー / ティム・ホジキンソン : The Goose (1992年) ※CD
- WOOF 015 - ザ・ワーク : 『SEE』 - See (1992年) ※CD
- WOOF 016 - ティム・ホジキンソン : Each in Our Own Thoughts (1994年) ※CD